# 청도 대흥농산 화재
청도 대흥농산 화재 사고는 2003년 12월 17일 오후 4시 50분경 경상북도 청도군 풍각면 흑석리에 있던 팽이버섯 재배사 대흥농산에서 난 화재다. 화재가 나면서 건물 일부가 내려앉았으며, 이 사고로 종업원 12명이 실종되었다가 시신으로 발견되었고, 5명이 중경상을 입었다.

## 대흥농산
대흥농산은 당시 종업원이 160명에 이르는 대규모 팽이버섯농장으로, 당시 대한민국 팽이버섯 생산량의 28%를 차지하고 있었다.

## 개요
12명의 목숨을 앗아간 이 화재는 1200평 규모의 버섯 재배사 한 동을 철거하기 위해 용접 작업을 하던 중 불씨가 튀면서 일어났다. 이 불은 잔불을 포함해 총 4일 동안 이어졌으며, 건물 일부가 불이 나면서 내려앉은 상태였다. 우레탄이 타면서 유독가스가 많이 발생했고, 이로 인해 건물 안에서 나오지 못한 종업원 11명과 이들을 구하기 위해 뛰어든 종업원 등 총 12명이 실종되었다가 12월 20일 12구의 시신 모두를 수습하면서 수습이 종료되었고 실종자들은 모두 시신으로 발견되었다. 이로써 인명피해는 사망 12명, 부상 5명으로 집계되었다.

## 사고 여파
이 사고로 대흥농산 대표가 긴급체포되었고, 유사사고의 재발을 방지하기 위해 행정자치부는 12월 30일까지 소방서와 먼 거리에 있는 농공단지와 농축산물 가공공장에 대해 정부합동점검을 실시하였다. 점검기간은 총 5일이었고, 행정자치부, 농림부, 산업자원부, 건설교통부등 총 5개 부처 합동으로 전국 5천 816개소중 무작위로 점검대상을 선정하고 소방시설, 피난, 방화시설, 건축물의 구조, 설비분야 등과 초기대응능력 등 자체 안전관리를 중점적으로 점검했다. 한편, 이 사고로 인해 2003년에 경상도지역은 2월 18일 대구지하철 화재 참사, 5월 12일 양산 호포천 열차 추돌 사고, 8월 8일 대구 고모역 열차추돌사고, 9월 13일 태풍 매미, 10월 21일 청량산 버스 추락 사고와 이 사고로 한해에만 대형사고와 자연재해가 총 6건이나 발생하였다.